# 科夫內克 (紐約州)
科夫內克（英語：Cove Neck）是位於美國紐約州拿騷縣的村。

## 人口
根據2020年美國人口普查的數據，科夫內克的面積為4.05平方千米，當中陸地面積為3.33平方千米，而水域面積為0.72平方千米。當地共有人口293人，而人口密度為每平方千米72人。